# فيليب ك. سورنسن
فيليب ك. سورنسن (بالإنجليزية: Philip C. Sorensen)‏ هو محامي وسياسي أمريكي، ولد في 31 أغسطس 1933 في الولايات المتحدة، وتوفي في 12 فبراير 2017 في نفس البلد. حزبياً، نشط في Nebraska Democratic Party ‏.